# Seinfeld

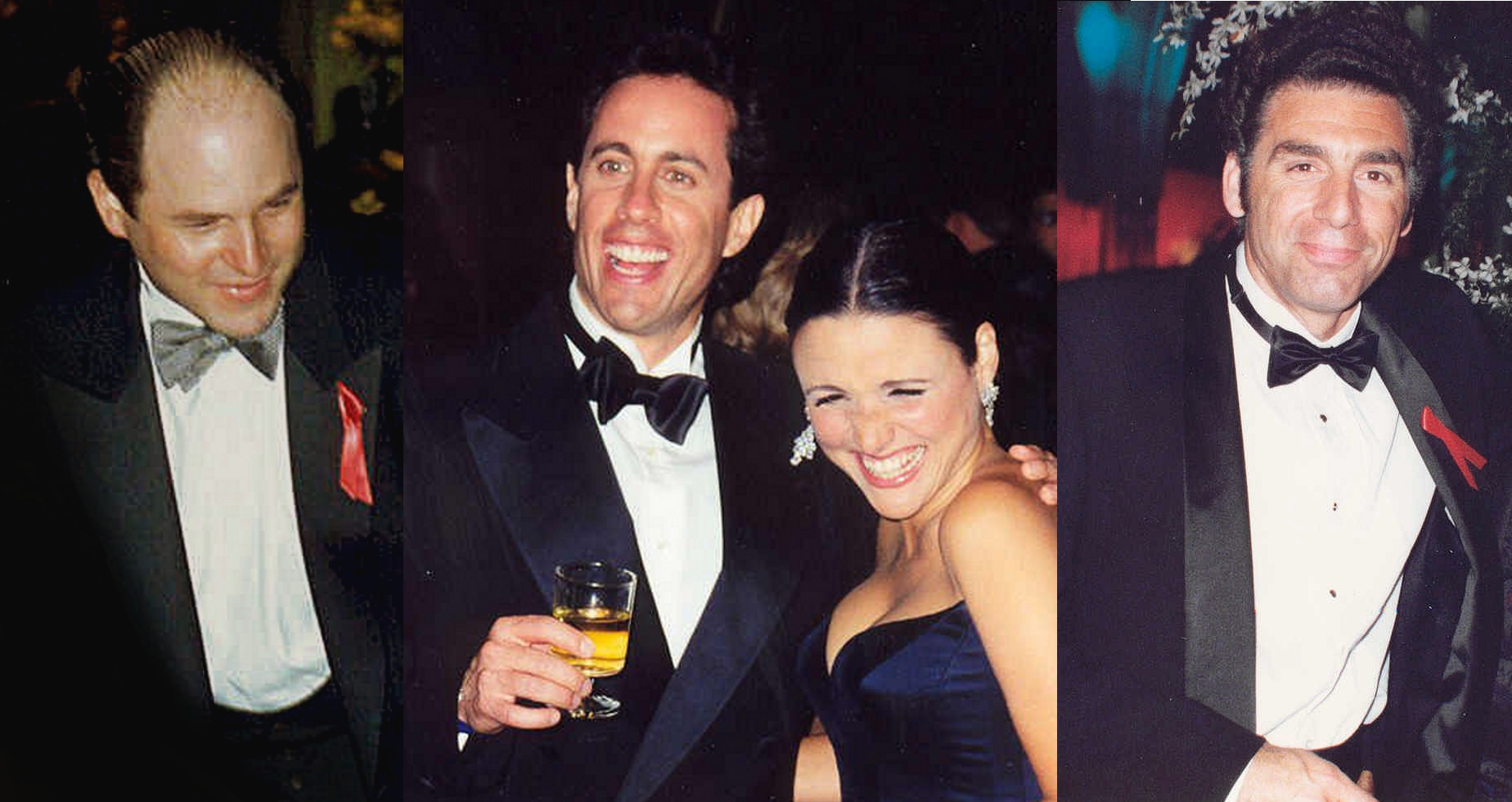
Cast van Seinfeld

Seinfeld is een Amerikaanse sitcom, die tussen 1989-1998 op de Amerikaanse televisie te zien was. De serie draait om het leven van Jerry Seinfeld (gespeeld door de gelijknamige acteur), zijn buurman Cosmo Kramer (Michael Richards), zijn beste vriend George Costanza (Jason Alexander) en zijn ex-vriendin Elaine Benes (Julia Louis-Dreyfus). Samen komen ze altijd in de meest bizarre situaties terecht. Er zijn 180 afleveringen gemaakt die elk zo'n 21 minuten duren, verdeeld over 9 seizoenen. De show heeft veel prijzen gewonnen, waaronder een Golden Globe voor Jerry Seinfeld en een Emmy voor Outstanding Writing for a Comedy Series. De afleveringen worden gekenmerkt door verschillende verhaallijnen van de hoofdpersonen die uiteindelijk weer bijeen komen.
In Nederland is Seinfeld door RTL 5 uitgezonden en sinds 5 september 1996 door Veronica, in Vlaanderen vanaf april 2000 door TV1 en later door VT4.

## Bedenkers
Jerry Seinfeld en Larry David zijn de bedenkers en producers van deze reeks, en heel wat afleveringen zijn gebaseerd op zaken die zij echt hebben meegemaakt (bijvoorbeeld in een woeste bui ontslag nemen, 's avonds tot inkeer komen, en de dag erna weer op het werk komen alsof er niets gebeurd is). "George" is in feite Larry David met al zijn onzekerheden en gebreken, en Kramer is gebaseerd op de buurman van Larry David (de "echte" Kramer, Kenny Kramer doet nu rondleidingen in New York met de Tour-bus). De serie werd eens omschreven als "de show die nergens over gaat", omdat het meestal draait om triviale dingen.

## Locatie en personages
De serie speelt in New York, in een omgeving die "normaal" is voor de meeste mensen, en er is bijzondere moeite gedaan om echte mensen af te beelden, in plaats van de geïdealiseerde, typische personages die men vaak op televisie ziet. Een andere bijzonderheid aan Seinfeld is dat het niet over een familie of een groep collega's gaat, maar om een groep mensen die geen familie zijn, en geen van allen werken in hetzelfde gebouw of bedrijf. De meeste mensen in deze reeks zijn egocentrisch en egoïstisch (in feite reëel), maar door het op zo'n subtiele manier te brengen krijgt men medeleven met de personages.

## Doorbraak en succes
De grote doorbraak kwam er tijdens seizoen 4, niet het minst door de inbreng van de auteur Larry Charles en doordat ze in het time-slot na Cheers (toen erg populair) geplaatst werden door NBC. De reeks kreeg toen filmische kwaliteiten en experimenteerde vaker met buitenopnames. Opmerkelijk is dat de running storyline van seizoen 4 draait om het maken van een pilotaflevering over Seinfeld die ze proberen te maken voor NBC, net zoals het destijds gebeurde bij het ontstaan van deze serie.
Seinfeld maakt ook gebruik van een aantal catch-phrases die massaal aansloegen bij het grote publiek: low-talker, yada-yada-yada enz. Enkele legendarische afleveringen zijn: The Contest, The Opposite, "The Puffy Shirt" en The Soup Nazi. In 2010 maakte Time Warner, de eigenaar van Seinfield, bekend dat de serie sinds het moment dat het van de televisie is afgehaald meer dan 12 miljard dollar heeft opgehaald. Dit maakt het het programma met de hoogste inkomsten uit herhalingen.

## Rolverdeling
 = Hoofdrol
 = Bijrol
 = Gastrol
 = Geen rol
| Jerry Seinfeld      | Jerry Seinfeld    | 5 | 12 | 23 | 24 | 22 | 24 | 24 | 22 | 24 | 180 |
| Jason Alexander     | George Costanza   | 5 | 12 | 22 | 24 | 22 | 24 | 24 | 22 | 24 | 179 |
| Michael Richards    | Cosmo Kramer      | 5 | 11 | 22 | 24 | 22 | 24 | 24 | 22 | 24 | 178 |
| Julia Louis-Dreyfus | Elaine Benes      | 4 | 12 | 23 | 22 | 22 | 24 | 24 | 22 | 24 | 177 |
| Wayne Knight        | Newman            |   | 1  | 5  | 5  | 6  | 6  | 8  | 7  | 9  | 47  |
| Heidi Swedberg      | Susan Ross        |   |    |    | 11 |    |    | 16 |    | 1  | 28  |
| Jerry Stiller       | Frank Costanza #2 |   |    |    | 1  | 9  | 4  | 5  | 4  | 5  | 28  |
| Estelle Harris      | Estelle Costanza  |   |    |    | 3  | 8  | 3  | 5  | 3  | 5  | 27  |
| Liz Sheridan        | Helen Seinfeld    | 1 | 1  | 1  | 4  | 3  | 1  | 2  | 4  | 4  | 21  |
| Barney Martin       | Morty Seinfeld #2 |   | 1  | 1  | 4  | 3  | 1  | 2  | 4  | 4  | 20  |

### Hoofdrollen
- Jerry (Jerome) Seinfeld (acteur Jerry Seinfeld) is een stand-upcomedian, en werkt in clubs etc.. In elke aflevering wordt er een klein stukje stand-up als inleiding/afsluiting van het programma (vanaf seizoen 8 is men hiermee gestopt wegens tijdgebrek), dit stukje stand-up verwijst vaak naar het thema van de aflevering. Hij probeert een aantrekkelijke vriendin te vinden, maar zijn idee van perfectie zorgt ervoor dat zijn relaties nooit langer dan een aflevering duren.
- Elaine Marie Benes (actrice Julia Louis-Dreyfus) is een ex-vriendin van Jerry en haar leven draait om de relaties die ze heeft met knappe mannen. Haar relaties duren over het algemeen iets langer dan die van Jerry. In de serie heeft zij verschillende banen voor "excentrieke" werkgevers zoals Mr. Pitt, Mr. Lippmann en Mr. Peterman.
- Cosmo Kramer (acteur Michael Richards) is Jerry's buurman, en heeft een hele hoop "kennissen" met vreemde connecties. Zijn eten haalt hij voornamelijk uit Jerry's koelkast. Hij komt iedere aflevering een paar keer bij Jerry binnenvallen (hij "schuift" letterlijk en op zijn typische eigen manier de woonkamer van Jerry binnen) en wordt over het algemeen met zijn achternaam aangesproken. Zijn voornaam werd pas in seizoen 6 bekendgemaakt. In de pilot wordt Kramer overigens nog "Kessler" genoemd. Kramer loopt meestal tegen de meest bizarre situaties aan en maakt hier meteen werk van wat komische situaties oplevert.
- George Louis Costanza (acteur Jason Alexander) is altijd op zoek naar het succes dat Jerry heeft, maar wil succes zonder het werk ervoor te doen. Hij is een leugenaar, bedrieger en hij bedenkt altijd grote plannen die altijd op niets uitdraaien. Ook staat hij bekend om zijn gierigheid en dit feit levert weer talloze grappige situaties op.

### Bijrollen
- Newman (acteur Wayne Knight) is de corpulente postbode en woont in hetzelfde flatgebouw als Jerry en Kramer. Jerry en Newman haten elkaar (de typische sarcastische begroeting "Hello Jerry", "Hello Newman" is hiervoor typerend). Ze doen overigens wel dingen samen die vrienden ook zouden doen. Kramer is de beste vriend van Newman en bedenkt samen met hem de vreemdste plannen (bijvoorbeeld een riksja-taxi bedrijf).
- Morty Seinfeld (acteur Phil Bruns, Barney Martin) is de vader van Jerry.
- Helen Seinfeld (actrice Liz Sheridan) is de moeder van Jerry.
- Frank Costanza (acteur John Randolph, Jerry Stiller) is de vader van George.
- Estelle Costanza (actrice Estelle Harris) is de moeder van George.
- George Steinbrenner (stem van acteur Larry David, gespeeld door Lee Bear) is de baas van George Costanza en eigenaar van de New York Yankees. Hij is alleen maar van de achterkant te zien.
- Susan Biddle Ross (actrice Heidi Swedberg) is de verloofde van George Costanza, ze werkte voor de NBC. Ze probeert wanhopig bevriend te raken met Elaine en Jerry. Zij sterft aan enveloplijm-vergiftiging in de laatste aflevering van het zevende seizoen. De envelop bevatte de uitnodigingen voor haar huwelijk met George.
- David Puddy (acteur Patrick Warburton)

## Na Seinfeld
Na afloop van de reeks hebben de meeste acteurs in nieuwe series gespeeld die allemaal flopten. Enkel Curb Your Enthusiasm van en met Larry David en The New Adventures of Old Christine en Veep met Julia Louis-Dreyfus zet dezelfde soort humor succesvol voort.
In 2009 kwamen de oorspronkelijke acteurs van Seinfeld weer bij elkaar om een reünieaflevering te maken die zich afspeelde in de serie van Larry David.

## Dvd's
Na een lang dispuut over rechten en vergoedingen, verschijnt in 2004 de reeks per seizoen op dvd. Fans hadden jaren aangedrongen op deze uitgave via allerlei petities op het Internet. Inmiddels zijn alle negen seizoenen op dvd beschikbaar.
Tevens is er een speciale box beschikbaar, getiteld 'Seinfeld: The Complete Series'. Deze box bevat 32 dvd's met alle 180 afleveringen en meer dan 104 uur aan extra's. Inclusief het officiële 'Coffee Table Book', een 226 pagina tellend boek met foto's, citaten en trivia uit elke aflevering.

## Afleveringen
Zie: Lijst van afleveringen van Seinfeld